# Thera scotica
Thera scotica är en fjärilsart som beskrevs av B. White 1871. Thera scotica ingår i släktet Thera och familjen mätare. Inga underarter finns listade i Catalogue of Life.